# RD-100

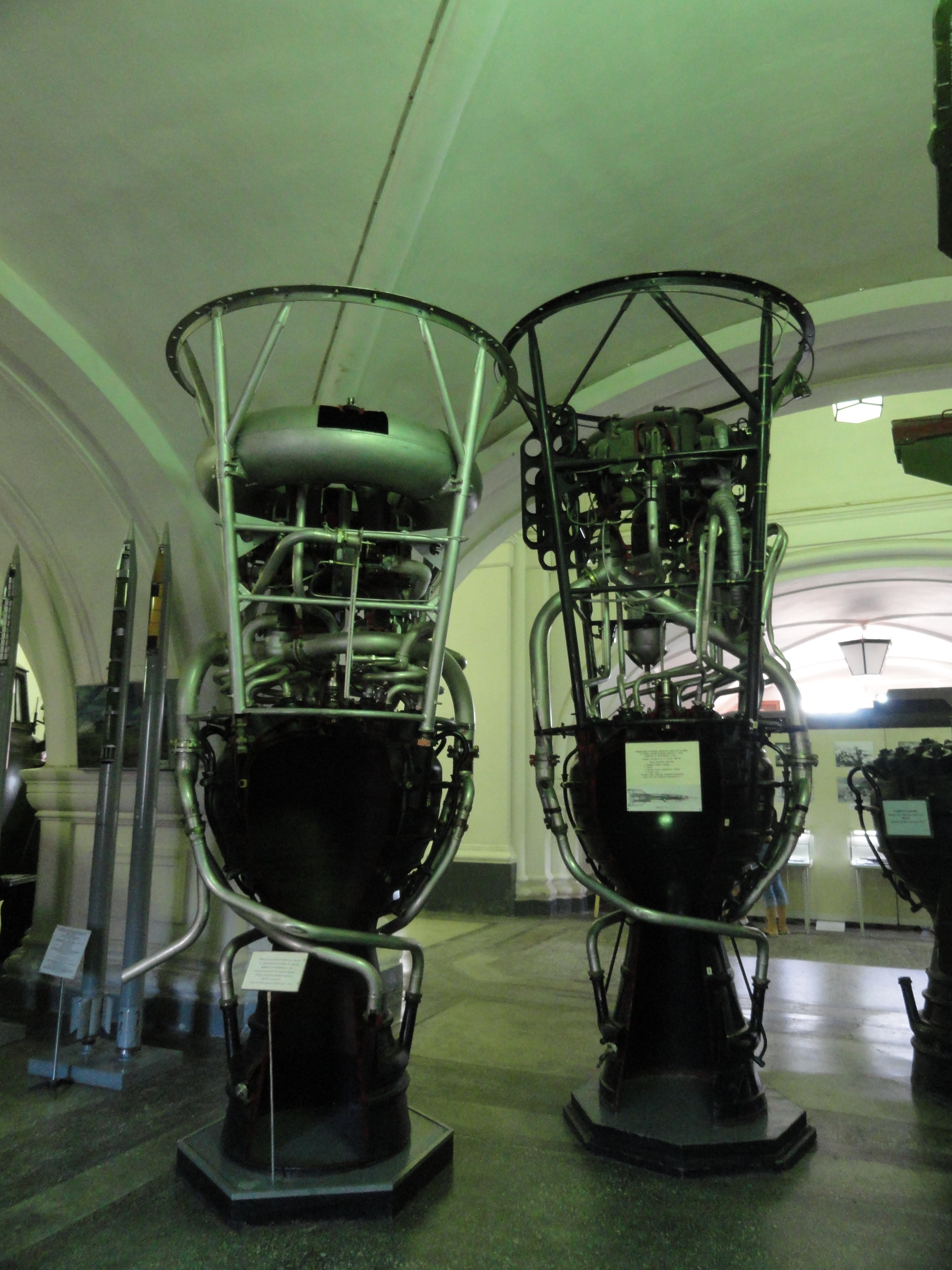
RD-100-Triebwerk (rechts), ausgestellt im Militärgeschichtlichen Museum der Artillerie in Sankt Petersburg

Das RD-100 (von russisch Реактйвный двигатель, „Reaktiwny Dwigatel“, auf Deutsch: „reaktives Triebwerk“; GRAU-Index 8D51) ist ein Raketentriebwerk, das unmittelbar nach dem Ende des Zweiten Weltkrieges in der Sowjetunion produziert wurde. Es ist eine Weiterentwicklung des deutschen A4-Raketenmotors.
Die für die Entwicklung dieses Motors verantwortliche Person war Walentin Petrowitsch Gluschko, der von einem Team deutscher Ingenieure unterstützt wurde. Es war eine Herausforderung, mit den begrenzten Ressourcen, die in der Sowjetunion zur Verfügung standen, die für die Herstellung von etwas so Hochentwickeltem notwendigen industriellen Anforderungen zu reproduzieren. Da es keine Ausrüstung gab, musste alles von Grund auf neu konzipiert werden. Das Projekt wurde 1946 initiiert. Mitte 1947 war das erste RD-100 fertig. Der erste Testlauf fand im Mai 1948 statt. Die mit diesem Triebwerk ausgestattete Rakete R-1 wurde 1950 in den regulären Dienst gestellt. Weiterentwicklungen waren die Aggregate RD-101 und RD-103.

## Technische Daten
- Flüssigkeitsraketentriebwerk: flüssiger Sauerstoff (LOX), 75%ige wässrige Lösung von Ethanol[3]
- Mischungsverhältnis LOX/Ethanol: 1,28[3]
- Spezifischer Impuls: 237 s (Vakuum),[3] 1991 Ns/kg / 203 s (Meereshöhe)[1]
- Brennzeit: 65 s[3]
- Brennkammerdruck: 1,62 MPa[1]